# روي نيتا
روي نيتا هو لاعب كرة قدم برتغالي في مركز الهجوم، ولد في 21 فبراير 1997 في بوفوا دي فارزيم في البرتغال. لعب مع سالجويروس ‏.

## وصلات خارجية
- روي نيتا على موقع قاعدة بيانات كرة القدم.إي يو (الإنجليزية)
- روي نيتا على موقع Soccerway.com (الإنجليزية)